# The Horse, the Wheel, and Language
The Horse, the Wheel, and Language: How Bronze-Age Riders from the Eurasian Steppes Shaped the Modern World (tạm dịch: Con ngựa, Bánh xe, và Ngôn ngữ: Làm cách nào những tay cưỡi ngựa thời đồ đồng từ Thảo nguyên Á-Âu nhào nặn thế giới hiện đại) là cuốn sách được viết bởi nhà nhân chủng học David W. Anthony và xuất bản vào năm 2007, bàn về "giả thuyết Kurgan được phục hồi" của ông. Trong cuốn sách này, tác giả khám phá nguồn gốc và sự lan rộng của các ngôn ngữ Ấn-Âu từ vùng thảo nguyên Pontic-Caspian ra khắp Tây Âu, Trung Á và Nam Á. Ông giải thích rằng người Ấn-Âu đã có thể bành trướng và chiếm ưu thế đông đảo đến vậy nhờ các phát kiến như thuần hóa ngựa và chế tác bánh xe, góp phần làm linh hoạt hóa các xã hội chăn gia súc ở thảo nguyên Á-Âu, đồng thời với sự ra đời của công nghệ đồ đồng và cấu trúc xã hội tân tiến đề cao chủ nghĩa bảo trợ. Cuốn sách giành về Giải thưởng Sách năm 2010 của Hiệp hội Khảo cổ học Hoa Kỳ.

## Nội dung
Anthony đưa ra cái nhìn tổng quát về bằng chứng ngôn học lẫn khảo cổ học của nguồn gốc ban đầu và sự lan truyền của các ngôn ngữ Ấn-Âu, mô tả một phiên bản sửa đổi của giả thuyết Kurgan được đề xuất bởi nhà ngôn học Marija Gimbutas. Anthony kể về sự phát triển của các nền văn hóa bản địa ở bờ bắc Biển Đen: từ săn bắt hái lượm lên các xã hội chăn nuôi do sự tiếp thu gia súc, ngựa và công nghệ đồ đồng từ các nền văn hóa vùng Balkan.
Khí hậu thay đổi vào giai đoạn 3500-3000 TCN khiến vùng thảo nguyên trở nên khô cằn và lạnh lẽo hơn, cho phép các xã hội chăn thả gia súc du mục tiến vào vùng thảo nguyên và phát triển một loại hình tổ chức xã hội mới theo quan hệ bảo trợ (patron-cilent relationship) và quan hệ chủ-khách (host-guest relationship). Phát kiến mới này, cùng với các ngôn ngữ Ấn-Âu, đã lan rộng khắp châu Âu, Trung Á và Nam Á vì khả năng chấp nhận các thành viên ngoại tộc trong cấu trúc xã hội mới đó.
Phần 1 của cuốn sách cung cấp cho độc giả các lý thuyết về ngôn học và khảo cổ học. Chương 1 tóm tắt tổng quan và dẫn nhập vào ngành ngôn học Ấn-Âu; chương 2 nghiệm lại các bước phục dựng tiếng Proto-Ấn-Âu; chương 3 bàn về niên đại của tiếng Proto-Ấn-Âu; chương 4 nghiên cứu từ vựng cụ thể cho len và bánh xe; chương 5 bàn về quê nhà của tiếng Proto-Ấn-Âu; và chương 6 tìm hiểu mối tương quan của những khám phá ngôn học này với bằng chứng bên ngành khảo cổ học và vai trò của việc tuyển mộ giới tinh hoa trong sự chuyển dịch ngôn ngữ.
Phần 2 của cuốn sách mô tả sự phát triển của các nền văn hóa Thảo nguyên và những cuộc di cư ra khỏi khu vực Pontic-Caspian vào Châu Âu, Trung Á và Nam Á. Sự phân tách các nhánh chính của hệ Ấn-Âu (có lẽ ngoại trừ tiếng Hy Lạp) dường như tương quan với các nền văn hóa khảo cổ, cho thấy ảnh hưởng của thảo nguyên về cả mặt thời gian lẫn địa lý dựa trên sự tái tạo ngôn ngữ. Chương 7 là lời giới thiệu của tác giả vào phần hai; chương 8 bàn về sự tiếp xúc giữa nông dân vùng Balkan với những người chăn gia súc-hái lượm vùng thảo nguyên sông Dniestr (miền tây Ukraine) và sự du nhập của gia súc; chương 9 bàn về sự lan rộng của xã hội chăn gia súc Thời đại đồ Đồng và sự phân tầng địa vị xã hội kèm theo đó; chương 10 bàn về sự thuần hóa loài ngựa; chương 11 bàn về sự suy vong của các nền văn hóa Balkan và những cuộc di cư đầu tiên từ vùng Thảo nguyên vào Thung lũng Danube; chương 12 bàn về sự phát triển của các nền văn hóa thảo nguyên trong thời kỳ đồ đá cũ, bao gồm sự tiếp xúc với văn minh Lưỡng Hà sau sự sụp đổ của các nền văn hóa Balkan và vai trò của Proto-Ấn-Âu như một khu vực ngôn ngữ; chương 13 bàn về đỉnh cao văn hóa Yamna tại thảo nguyên Pontic-Caspian; chương 14 bàn về sự di cư của người Yamna vào Thung lũng Danube và nguồn gốc của các ngôn ngữ Tây Ấn-Âu tại Thung lũng Danube (Nhánh Celt, Italy), Dniestr (Nhánh German) và Dnepr (Nhánh Balt-Slav); chương 15 bàn về cuộc di cư của người Yamna về phía đông, làm nảy sinh văn hóa Sintashta và Proto-Ấn-Iran; chương 16 bàn về những cuộc di cư của người Ấn-Arya xuống phía nam thông qua di chỉ phức hợp Bactria-Margiana vào Tiểu Á và Ấn Độ; và chương cuối là lời kết luận của tác giả.

## Dẫn nguồn